# Mauro Ribeiro
Mauro Ribeiro (nacido el 19 de julio de 1964 en Curitiba, Brasil) es un ex ciclista profesional. Actualmente es empresario y tiene una tienda de indumentaria ciclista en Curitiba.

## Biografía
Su perfil como ciclista, era el de especialista en las carreras de un día, como las clásicas de la Copa del Mundo, Tirreno-Adriático, Lieja-Bastogne-Lieja o París-Roubaix, entre otras. Su debut profesional se produjo en 1986, de la mano del equipo francés R.M.O., donde actuaba como gregario del francés Charly Mottet. 
En 1991, en su única participación en el Tour de Francia, consiguió el que fue su principal triunfo deportivo, al adjudicarse la victoria en la novena etapa del Tour de Francia (entre Alençon y Rennes), celebrada el 14 de julio de ese año, convirtiéndose en el primer ciclista brasileño en conseguir una etapa en el Tour de Francia. Mauro terminó la carrera en la posición 47.ª de la clasificación general, convirtiéndose también en el primer ciclista brasileño en conseguir finalizar la ronda gala.

## Palmarés
1988
- Niza-Combloux, más dos etapas
- Premio de la Amistad

1989
- GP de Lausanne

1990
- 1 etapa de la París-Niza

1991
- 1 etapa de la Ruta del Sur
- 1 etapa del Tour de Francia

## Equipos
- Cicles Romeo (1980-1981)
- Cicles Cascatinha (1982-1983)
- Caloi (1984)
- ACBB-França (1985)
- R.M.O. (1986-1992)
- Chazal (1993-1994)
- Lotto (1995)
- Specialized (1996-1998)